# Cyclosa circumlucens
Cyclosa circumlucens là một loài nhện trong họ Araneidae.
Loài này thuộc chi Cyclosa. Cyclosa circumlucens được Eugène Simon miêu tả năm 1907.